# No New York

No New York est une compilation sortie pour sa première édition en 1978 sur le label Antilles Records. Élaborée et produite par Brian Eno, elle regroupe 16 morceaux réalisés par 4 groupes différents (chacun réalisant 4 morceaux) : James Chance and the Contortions, Teenage Jesus and the Jerks, D.N.A. et Mars. Cette compilation est considérée comme la première référence du mouvement musical no wave.

## Héritage et influence
Par delà le fait qu'elle constitue un acte fondateur de la mouvance no wave, la compilation a exercé une large influence sur plusieurs générations d'artistes avant-gardistes et underground. Ainsi par exemple, la chanson Flip Your Face de The Contortions est l'une des préférées du célèbre producteur indépendant Steve Albini.

## Pistes
| 1. | Dish It Out          | James Chance | James Chance and the Contortions | 3:17 |
| 2. | Flip Your Face       | Chance       | James Chance and the Contortions | 3:13 |
| 3. | Jaded                | Chance       | James Chance and the Contortions | 3:49 |
| 4. | I Can't Stand Myself | James Brown  | James Chance and the Contortions | 4:52 |
| 5. | Burning Rubber       | Lydia Lunch  | Teenage Jesus and the Jerks      | 1:45 |
| 6. | The Closet           | Lunch        | Teenage Jesus and the Jerks      | 3:53 |
| 7. | Red Alert            | Lunch        | Teenage Jesus and the Jerks      | 0:34 |
| 8. | I Woke Up Dreaming   | Lunch        | Teenage Jesus and the Jerks      | 3:10 |

| 9.  | Helen Fordsdale    | Mars                            | Mars   | 2:30 |
| 10. | Hairwaves          | Mars                            | Mars   | 3:43 |
| 11. | Tunnel             | Mars                            | Mars   | 2:41 |
| 12. | Puerto Rican Ghost | Mars                            | Mars   | 1:08 |
| 13. | Egomaniac's Kiss   | Robin Crutchfield, Arto Lindsay | D.N.A. | 2:11 |
| 14. | Lionel             | Crutchfield, Lindsay            | D.N.A. | 2:07 |
| 15. | Not Moving         | Crutchfield, Lindsay            | D.N.A. | 2:40 |
| 16. | Size               | Crutchfield, Lindsay            | D.N.A. | 2:13 |